# Haminoea hydatis

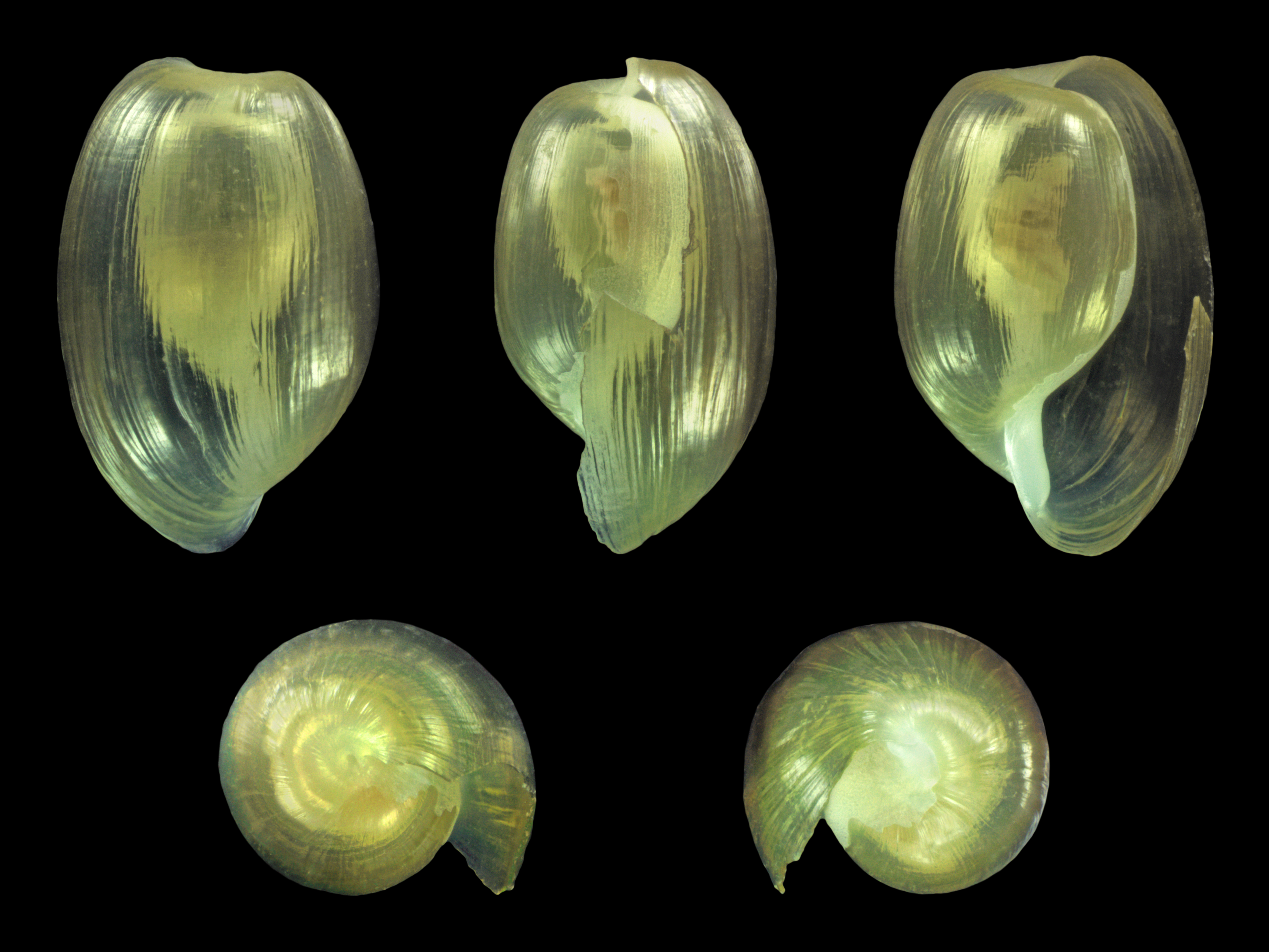
Haminoea hydatis cymoelia

Haminoea hydatis is een slakkensoort uit de familie Haminoeidae. De wetenschappelijke naam werd gepubliceerd in 1758 door Carl Linnaeus in de tiende editie van Systema naturae.